# Heligmonevra ornata
Heligmonevra ornata är en tvåvingeart som beskrevs av Lindner 1955. Heligmonevra ornata ingår i släktet Heligmonevra och familjen rovflugor.
Artens utbredningsområde är Tanzania. Inga underarter finns listade i Catalogue of Life.